# Tmesipteris lanceolata
Tmesipteris lanceolata là một loài dương xỉ trong họ Psilotaceae. Loài này được Danguy mô tả khoa học đầu tiên..
Danh pháp khoa học của loài này chưa được làm sáng tỏ. 